# رهاشده از بند
رهاشده از بند (ایتالیایی: Lo scatenato) یک فیلم کمدی ایتالیایی به کارگردانی فرانکو ایندووینا است که در سال ۱۹۶۷ منتشر شد. این فیلم در سال ۲۰۱۰ و در بخش «کمدی‌های قدیمی» ۶۷مین دورهٔ جشنواره فیلم ونیز به نمایش درآمد.

## گزیدهٔ بازیگران
- ویتوریو گاسمن
- مارتا هایر
- گیلا گولان
- ماسیمو سراتو
- کارملو بنه
- اشتفن زاخاریاس
- ژاک ارلن
- کلودیو گورا
- جیجی پرویتی